# Sierra Blanquilla (Málaga)
Sierra Blanquilla es un barrio periférico perteneciente al distrito Centro de la ciudad andaluza de Málaga, España. Según la delimitación oficial del ayuntamiento, limita al oeste con el barrio de Los Antonios y al sur, con el Monte de las Tres Letras. Al este y el norte se encuentran ya los Montes de Málaga, aunque están proyectados nuevos barrios en estas zonas de Los Pinares del Limonar y Colinas del Limonar.

## Transporte
En autobús está conectado al resto de la ciudad mediante las siguientes líneas de la EMT: 
| Línea | Trayecto                                  | Recorrido | Frecuencia    |
| ----- | ----------------------------------------- | --------- | ------------- |
| 37    | Alameda Principal - Altamira/Monte Dorado | Recorrido | 25-30 minutos |